# أمباتشو مكونن
أمباتشو مكونن (بالأمهرية: አምባቸው መኮንን)‏ (بالإنجليزية: Ambachew Mekonnen)‏ (و.1971 - 22 يونيو 2019 في بحر دار)؛ سياسي إثيوبي، رأس ولاية أمهرة شمالي أثيوبيا ما بين 8 مارس 2019 - 22 يونيو 2019، وقد قُتِل في محاولة الانقلاب الفاشلة التي وقعت في إثيوبيا في 22 يونيو 2019.